# Friedrich Christoph Jonathan Fischer
Friedrich Christoph Jonathan Fischer (* 12. Februar 1750 in Stuttgart; † 30. September 1797 in Halle (Saale)) war ein deutscher Historiker und Rechtswissenschaftler.

## Leben
Friedrich Christoph Fischer, Sohn des herzoglichen württembergischen Hofkammerrats Ernst Johann Friedrich Fischer (1695–1753), hatte das  Gymnasium seiner Heimatstadt besucht. 1764 begann er eine Ausbildung in den Kameralwissenschaften, bei einem Beamten auf dem Land. Diese Ausbildung setzte er 1768 an der Universität Tübingen fort, wo er sich 1769 dem Studium der Rechtswissenschaften zuwandte. 1773 kehrte er nach Stuttgart zurück, zog 1775 nach Wien und wurde dort 1776 Sekretär der fürstlich-badischen Gesandtschaft. 1778 musste er aufgrund des bayrischen Erbfolgekrieges Wien verlassen. Danach fand er weitere Wirkungsstätten in Stuttgart, Regensburg, Augsburg, München und Berlin.
1779 erhielt er einen Ruf als fünfter Professor des Staats und Lehnrechts an die Universität Halle. Diesem Ruf folgte er 1780, welche Aufgabe er mit einem Programm über die Schwierigkeit bei der Aufklärung des deutschen Erbwesens antrat und wurde damit verbunden am 23. Januar 1780 ordentlicher Beisitzer der Juristenfakultät. Zuvor hatte er am 6. Januar 1780 die juristische Doktorwürde der Universität Tübingen erhalten. 1782 wurde er nach dem Tod von Philipp Jakob Heisler vierter Professor und 1793 dritter Professor der Hallenser Juristenfakultät.

## Geschwister
Friedrich Christoph Jonathan Fischer hatte einen älteren Bruder, den württembergischen Hofarchitekten Reinhard Ferdinand Heinrich Fischer (1746–1813) und eine ältere Schwester Auguste Fischer (1747–1823), die seit 1766 mit dem württembergischen Regierungsrat Carl Friedrich Feuerlein verheiratet war. Beide älteren Geschwister waren ebenfalls offiziell Kinder des Hofkammerrats und Küchenmeisters Ernst Johann Friedrich Fischer (1695–1753), jedoch möglicherweise illegitime Kinder des Herzogs Carl Eugen. Die Ehefrau des Hofkammerrats und Mutter dieser Kinder, Magdalena Barbara Fischer geb. Castenbauer (1718–1786), war möglicherweise ab circa 1745 eine Geliebte des Herzogs.

## Schriften (Auswahl)
- Geschichte des Bayrisch-Pfälzischen Hausvertrags von Pavia, aus Archivalurkunden beleuchtet. Regensburg 1773.
- Versuch über die Geschichte der Teutschen Erbfolge. 2. Bände. Mannheim 1778, 1. Band; archive.org.
- Erbfolgsgeschichte des Herzogthums Bayern unter dem Wittelsbachischen Stamme. 4 Stücke. 4 Teile. Stuttgart 1778, 1. Teil; books.google.de – 5. Teil: Leipzig 1780; archive.org.
- Antwort des sogenannten gelehrten Freundes auf das unterm Jenner 1778 erhaltene Schreiben. Regensburg 1770, München 1778.
- Sendschreiben an den Hrn. geheimen Justizrath Pütter zu Göttingen, von dem einstimmigen Herkommen im Hause Bayern nach dem Geblütsrechte zu succediren. Regensburg 1778; archive.org.
- Zweytes Sendschreiben an – Pütter von dem, bey allen Bayrischen Theilungen bewährten Erbrechte des gesammten Wittelsbachischen Hauses. Regensburg 1778; books.google.de
- Auszug aus der Erbfolgsgeschichte von Bayern. Regensburg 1778.
- Ist das Churhaus Pfalz schuldig die zu Folge des Westphälischen Friedensschlusses auf dem Churbaierischen Herzogthum der Oberpfalz haftende und denen Baierischen Allodialerben gebührende dreyzehen Millionen Gulden zu bezahlen? Frankfurt / Leipzig 1778; archive.org.
- Abhandlung von den herzogl. Bayrischen und Pfalzgräfl. Rheinischen Churrechte. München 1778, Frankfurt 1779
- Drittes Sendschreiben an Herrn Geheimen Justizrath Pütter zu Göttingen, von der Unächtheit der Principien, aus welchen man die Bayerische Erbtheilungen beurtheilen will. Regensburg 1778; archive.org.
- Sammlung der Baierischen Landständischen Freyheits-Briefe und sogenannten Handvesten, oder der Privilegien, Landesverträge, Vereinigungen und Bündnisse gemeiner Landschaft des Herzogthums Ober- und Niederbaierns. München 1779; archive.org.
- Geschichte der Straubingischen Erbfolge; erster Jahrgang, 1425, mit einem Urkundenbuche von 83 Stücken. Regensburg 1779; archive.org.
- Abhandlung von dem Herzoglich-Baierischen und Pfalzgräflich-Rheinischen Kurrechte. Frankfurt 1779; archive.org.
- Ueber die Probenächte der teutschen Bauernmädchen. Berlin / Leipzig 1780; archive.org.
- Progr. über die Schwierigkeit bey der Aufklärung des Teutschen Erbwesens; bey dem Antritt seines Lehramtes. Halle 1780
- De prima expeditione Attilae, Regis Hunnorum, in Gallias, ac de rebus gestis Waltheri, Aquitanorum Principie, Carmen epicum Sec. VI. nunc primum ex codice MSpto membranaceo productum, et omni antiquitatum genere, praesertim vero monumentis coaevis, illustratum et’ adauctum. Leipzig 1780; books.google.de
- Ueber die Geschichte des Despotismus in Teutschland. Mit Urkunden. Halle 1780; books.google.de
- Gedanken von dem weiblichen Erbfolge in theilbaren Lehen. Halle 1780; archive.org.
- Kleine Schriften aus der Geschichte, dem Staats- und Lehnrecht. 2. Bände. Halle 1781, 1. Band; archive.org.
- Entwurf einer Geschichte des Teutschen Rechts. Leipzig 1781; archive.org.
- Novissima scriptorum ac monumentorum rerum Germanicarum tam ineditorum quam rarissimorum collectio. Halle 1781 Pars altera, Halle 1782.
- Erbfolgsgeschichte der Seitenverwandten in Teutschland. Leipzig 1782; archive.org.
- Litteratur des Germanischen Rechts. Leipzig 1782; archive.org.
- Lehrbegriff und Umfang der Teutschen Staatswissenschaft, oder von der Verbindung und dem Verhältnisse der Kameralwissenschaften zum Teutschen Staatsrechte; als Vorbereitungsgrundsätze zu seinen Vorlesungen über Pütter’s Staatsrecht. Halle 1783.
- Sitten und Gebräuche der Europäer im V und VI Jahrhundert, aus meinem alten Denkmahle beschrieben. Frankfurt an der Oder 1784; archive.org.
- Lehrbegriff sämmtlicher Kameral- und Policeyrechte, sowohl von Teutschland überhaupt, als insbesondere von den Preussischen. Staaten. 1. Band. Halle 1784, Frankfurt an der Oder 1785; archive.org. 2. Band: Halle 1784; 3. Band, Halle 1785.
- Geschichte des Teutschen Handels, der Schifffahrt, Erfindungen, Künste, Gewerbe, Manufakturen, der Landwirthschaft, Policey, Leibeigenschaft, des Zoll-, Münz- u. Bergwesens, des Wechselrechts, der Stadtwirthschaft und des Luxus. 1. Teil. Hannover 1785, 1793; archive.org – 2. Teil. Hannover 1755, 1794, 1797; Textarchiv – Internet Archive – 3. Teil, Hannover 1791; archive.org – 4. Teil, Hannover 1792.
- Abhandlung über die Bayerische Kurwürde, und die damit verknüpfte Untrennbarkeit der Pfalzbayerischen Erbländer. Berlin 1785; slub-dresden.de
- Die Untrennbarkeit und Unveräusserlichkeit der Pfalzbayerischen Erbländer, sowohl aus ihrer Stamms- u. Kureigenschaft, als aus den Haus- und Reichsgesetzen erwiesen. Berlin 1786.
- Das erbschaftliche Versendungsrecht ohne Besitzergreifung, aus dem Kameralrechte des Mittelalters beleuchtet, und aus dem europäischen, teutschen und preussischen Privatrechte erwiesen. Regensburg 1786; books.google.de
- Geschichte Friedrich’s des Zweyten, Königs v. Preussen. 2 Bände. Halle 1787. 2. Band; archive.org.
- Pragmatische Geschichte Wirtembergs unter der. Regierung der Grafen und Herzoge, aus ächten und geheimen Quellen geschöpft. Nebst einem Anhang zur Geschichte Herzogs Eberhard Ludwig. 1. Teil. London 1787.
- De prima expeditione Attilae, Regis Hunnorum, in Gallias, ac de rebus gestis Waltharis, Aquitanorum Principis, carminis epici Saec. VI continuatio ex MSto membran. optimae notae summa fide descriptum, variantibus lectionibus et omni antiqüitatum genere inprimis vero monumentis coaevis illustratum et adauctuin. Leipzig 1792.
- Kurzer Begriff des Kameralrechts. Halle 1796.